# 妻恋神社
妻恋神社（つまこいじんじゃ）は、東京都文京区湯島三丁目にある神社。神紋は「檜扇に御の字」。
江戸時代には関東総司稲荷神社とされており、「關東總司 妻戀神社」と称する。また、日本七社（日本七稲荷）の一つに数えられる。

## 祭神
- 倉稲魂命
- 日本武尊
- 弟橘姫命

## 歴史
この神社の創建年代等については不詳であるが、日本武尊が東征のおり、三浦半島から房総へ渡るとき大暴風雨に会い、妃の弟橘媛（弟橘姫命）が身を海に投げて海神を鎮め、尊の一行を救った。
その後、東征を続ける尊が湯島の地に滞在したので、郷民は尊の妃を慕われる心をあわれんで尊と妃を祭ったのがこの神社の起こりと伝えられる。その後、稲荷明神（倉稲魂命）が合祀された。
江戸時代には「妻恋稲荷」と呼ばれ、「関東総司稲荷神社」「稲荷関東惣社」と名のり王子稲荷神社と並んで参詣人が多かった。

## 氏子地域
- 文京区湯島三丁目1、2（一部）、一丁目12

　※湯島天満宮と重複
- 千代田区外神田二丁目10～15、16（一部）、六丁目1･2、3（一部）

　※神田明神と重複

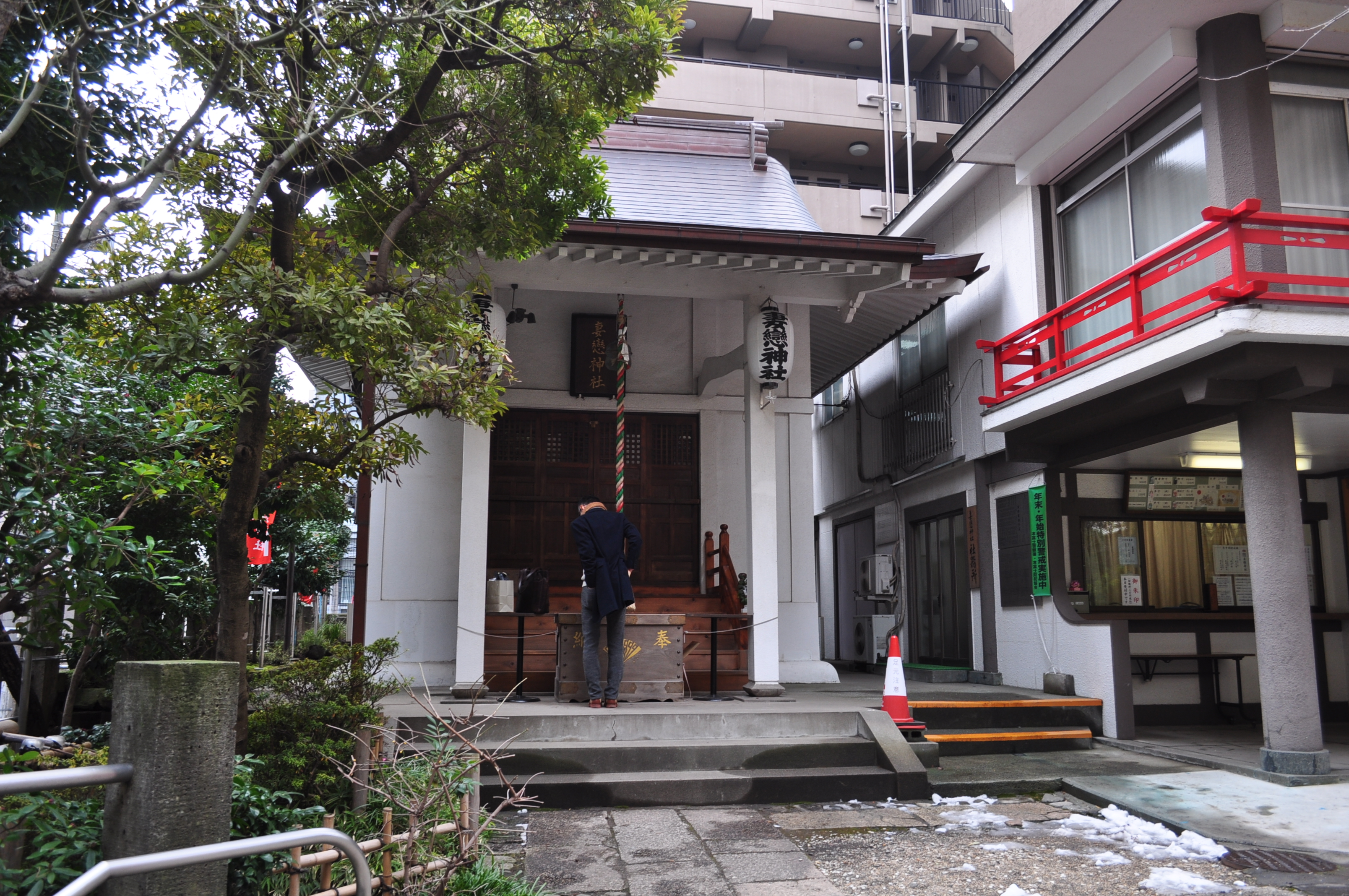
拝殿（2018年2月3日撮影）
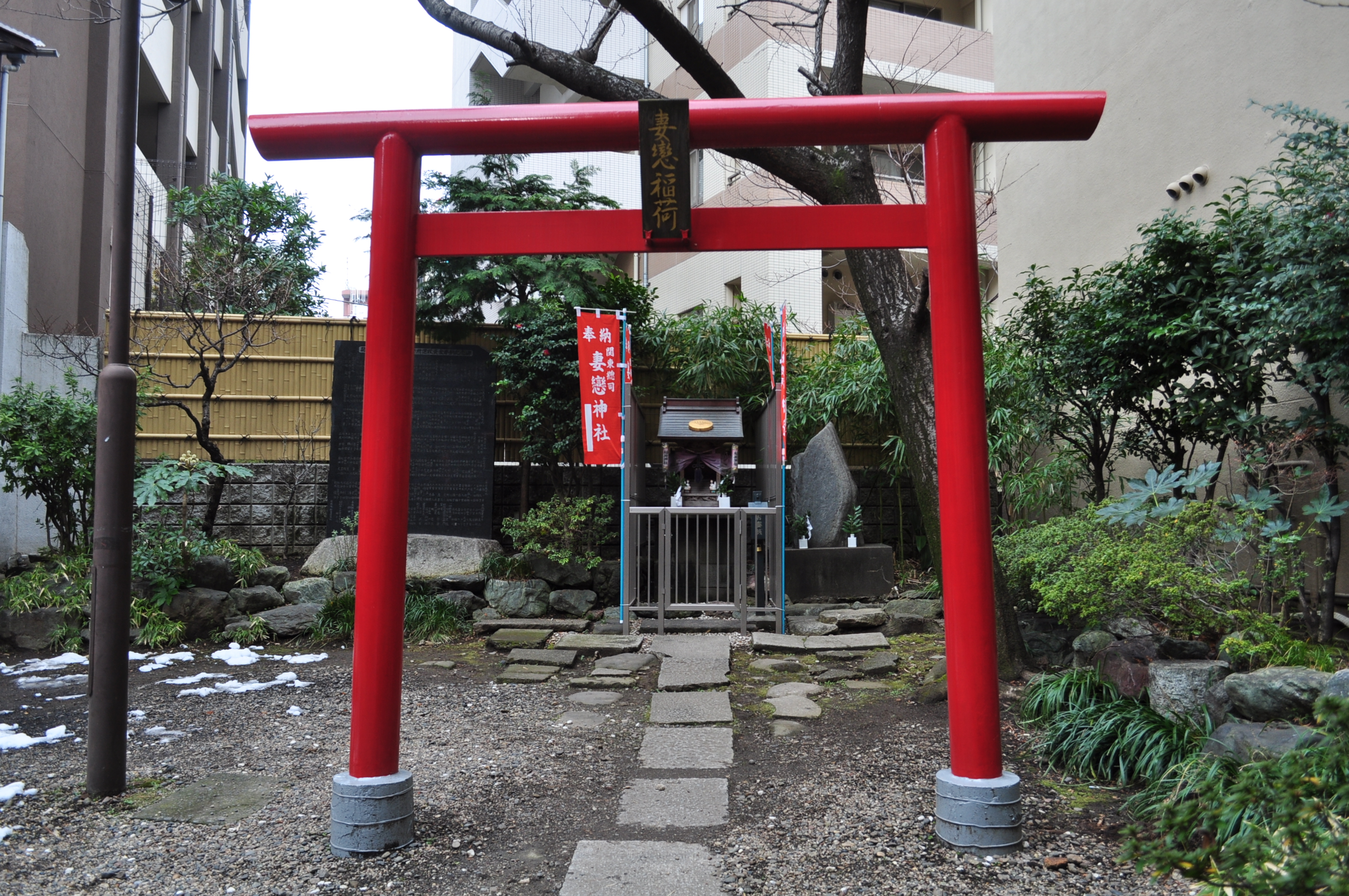
稲荷（2018年2月3日撮影）

## 妻恋坂
妻恋坂は、妻恋神社の鳥居前を通り東から西へ上る坂道。別名、大超坂、大長坂、大帳坂、大潮坂。坂下近くにある蔵前橋通りと昌平橋通りの交差点の名称も妻恋坂である。

## 関連文献
- 斎藤長秋 編「卷之五 玉衡之部 妻戀大明神社」『江戸名所図会』 3巻、有朋堂書店〈有朋堂文庫〉、1927年、204-206頁。NDLJP:1174157/107。